# Bouligny
Bouligny település Franciaországban, Meuse megyében. Lakosainak száma 2428 fő (2022. január 1.). Bouligny Affléville, Avillers, Domprix, Joudreville, Piennes és Dommary-Baroncourt községekkel határos.

## Népesség
A település népességének változása:
| Lakosok száma | 4647 | 3575 | 2951 | 2750 | 2655 | 2616 | 2558 | 2464 | 2448 | 2428 |
|               | 1968 | 1982 | 1990 | 2006 | 2013 | 2015 | 2017 | 2019 | 2020 | 2022 |